# Gran Premio del Canada 2010
Il Gran Premio del Canada 2010 è stata l'ottava prova della stagione 2010 del Campionato mondiale di Formula 1. Si è corsa domenica 13 giugno 2010 sul Circuito di Montréal a Montréal ed è stata vinta da Lewis Hamilton su McLaren-Mercedes, al suo tredicesimo successo nel mondiale. Hamilton ha preceduto sul traguardo il suo compagno di squadra Jenson Button e Fernando Alonso su Ferrari.

## Vigilia

### Aspetti tecnici
La Bridgestone, fornitore unico degli pneumatici, porta per questo gran premio coperture supermorbide e medie. Il manto stradale del circuito viene rifatto in molti punti in quanto nell'ultima edizione, quella del 2008, vi era stata una pericolosa usura negli pneumatici.

### Aspetti sportivi
Il due volte campione del mondo di Formula 1 Emerson Fittipaldi è nominato quale commissario del gran premio, in aggiunta ai tre steward della FIA.
La Red Bull Racing decide, dopo l'incidente di Istanbul di esonerare Ciaron Pilbeam dal ruolo di ingegnere della vettura di Mark Webber.

## Prove
Nella prima sessione del venerdì, si è avuta questa situazione:
| Pos | Nº | Pilota             | Costruttore      | Tempo    | Gap   | Giri |
| --- | -- | ------------------ | ---------------- | -------- | ----- | ---- |
| 1   | 1  | Jenson Button      | McLaren-Mercedes | 1'18"127 |       | 23   |
| 2   | 3  | Michael Schumacher | Mercedes GP      | 1'18"285 | 0"158 | 19   |
| 3   | 2  | Lewis Hamilton     | McLaren-Mercedes | 1'18"352 | 0"225 | 19   |

Nella seconda sessione del venerdì, si è avuta questa situazione:
| Pos | Nº | Pilota           | Costruttore | Tempo    | Gap   | Giri |
| --- | -- | ---------------- | ----------- | -------- | ----- | ---- |
| 1   | 5  | Sebastian Vettel | RBR-Renault | 1'16"877 |       | 32   |
| 2   | 8  | Fernando Alonso  | Ferrari     | 1'16"963 | 0"086 | 35   |
| 3   | 4  | Nico Rosberg     | Mercedes GP | 1'17"151 | 0"274 | 34   |

Nella sessione del sabato mattina, si è avuta questa situazione:
| Pos | N | Pilota          | Costruttore      | Tempo    | Gap   | Giri |
| --- | - | --------------- | ---------------- | -------- | ----- | ---- |
| 1   | 2 | Lewis Hamilton  | McLaren-Mercedes | 1'16"058 |       | 15   |
| 2   | 6 | Mark Webber     | RBR-Renault      | 1'16"340 | 0"282 | 16   |
| 3   | 8 | Fernando Alonso | Ferrari          | 1'16"495 | 0"437 | 19   |

## Qualifiche

### Resoconto
Lewis Hamilton conquista la prima pole stagionale, interrompendo così una striscia di partenze al palo della Red Bull Racing che durava da ben sette gare. Le due vetture anglo-austriache conquistano comunque la seconda e terza piazza con Mark Webber e Sebastian Vettel, rispettivamente. Fernando Alonso chiude quarto, mentre delude Michael Schumacher che è solo tredicesimo, e non partecipa alla Q3.
Curioso il contrattempo di Hamilton al termine delle prove. A causa della scarsità di benzina rimasta nel serbatoio, che non consentirebbe il prelievo da parte dei commissari per il controllo della stessa, viene invitato dalla sua scuderia ad abbandonare la vettura lungo il tracciato, subito dopo avere tagliato il traguardo. Il pilota britannico tenta anzi anche di spingere la vettura, prima di essere fermato dagli steward. Il pilota è stato multato di 10 000 $ per non avere fermato la vettura nello spazio dei box.

### Risultati
Nella sessione di qualifica si è avuta questa situazione:
| Pos | Nº | Pilota             | Costruttore          | Q1       | Q2       | Q3       | Griglia |
| --- | -- | ------------------ | -------------------- | -------- | -------- | -------- | ------- |
| 1   | 2  | Lewis Hamilton     | McLaren-Mercedes     | 1'15"889 | 1'15"528 | 1'15"105 | 1       |
| 2   | 6  | Mark Webber        | RBR-Renault          | 1'16"423 | 1'15"692 | 1'15"373 | 7       |
| 3   | 5  | Sebastian Vettel   | RBR-Renault          | 1'16"129 | 1'15"556 | 1'15"420 | 2       |
| 4   | 8  | Fernando Alonso    | Ferrari              | 1'16"171 | 1'15"597 | 1'15"435 | 3       |
| 5   | 1  | Jenson Button      | McLaren-Mercedes     | 1'16"371 | 1'15"742 | 1'15"520 | 4       |
| 6   | 15 | Vitantonio Liuzzi  | Force India-Mercedes | 1'17"086 | 1'16"171 | 1'15"648 | 5       |
| 7   | 7  | Felipe Massa       | Ferrari              | 1'16"673 | 1'16"314 | 1'15"688 | 6       |
| 8   | 11 | Robert Kubica      | Renault              | 1'16"370 | 1'15"682 | 1'15"715 | 8       |
| 9   | 14 | Adrian Sutil       | Force India-Mercedes | 1'16"495 | 1'16"295 | 1'15"881 | 9       |
| 10  | 4  | Nico Rosberg       | Mercedes GP          | 1'16"350 | 1'16"001 | 1'16"071 | 10      |
| 11  | 9  | Rubens Barrichello | Williams-Cosworth    | 1'16"880 | 1'16"434 | N.D.     | 11      |
| 12  | 10 | Nicolas Hülkenberg | Williams-Cosworth    | 1'16"770 | 1'16"438 | N.D.     | 12      |
| 13  | 3  | Michael Schumacher | Mercedes GP          | 1'16"598 | 1'16"492 | N.D.     | 13      |
| 14  | 12 | Vitalij Petrov     | Renault              | 1'16"569 | 1'16"844 | N.D.     | 14      |
| 15  | 16 | Sébastien Buemi    | STR-Ferrari          | 1'17"356 | 1'16"928 | N.D.     | 15      |
| 16  | 17 | Jaime Alguersuari  | STR-Ferrari          | 1'17"027 | 1'17"029 | N.D.     | 16      |
| 17  | 22 | Pedro de la Rosa   | BMW Sauber-Ferrari   | 1'17"611 | 1'17"384 | N.D.     | 17      |
| 18  | 23 | Kamui Kobayashi    | BMW Sauber-Ferrari   | 1'18"019 | N.D.     | N.D.     | 18      |
| 19  | 19 | Heikki Kovalainen  | Lotus-Cosworth       | 1'18"237 | N.D.     | N.D.     | 19      |
| 20  | 18 | Jarno Trulli       | Lotus-Cosworth       | 1'18"698 | N.D.     | N.D.     | 20      |
| 21  | 24 | Timo Glock         | Virgin-Cosworth      | 1'18"941 | N.D.     | N.D.     | 21      |
| 22  | 21 | Bruno Senna        | HRT-Cosworth         | 1'19"484 | N.D.     | N.D.     | 22      |
| 23  | 25 | Lucas Di Grassi    | Virgin-Cosworth      | 1'19"675 | N.D.     | N.D.     | 23      |
| 24  | 20 | Karun Chandhok     | HRT-Cosworth         | 1'27"757 | N.D.     | N.D.     | 24      |

## Gara

### Resoconto
Alla partenza scattano bene Lewis Hamilton, Sebastian Vettel e Fernando Alonso; Felipe Massa tenta di passare Jenson Button ma, spostandosi sul lato sinistro della pista, tocca il sopraggiungente Vitantonio Liuzzi; le due vetture si toccano più volte, con la monoposto dell'italiano che termina in testacoda. Entrambi sono costretti a rientrare ai box per cambiare il musetto. Al termine del primo giro si ritira Kobayashi per un incidente dopo avere sbattuto al Muro dei campioni.
L’ordine alla fine del primo giro vede Hamilton davanti a Vettel, Alonso, Button, Webber, Kubica, Sutil, Schumacher e Hulkenberg.
Per la prima volta in stagione, il degrado gomme è un fattore e sono le McLaren le prime a pagare dazio. Webber passa Button al quinto giro mentre Vettel inizia a pressare Hamilton. Al sesto giro Button è già ai box per il cambio gomme, il giro seguente è la volta di Hamilton e Alonso. Il box Ferrari è più rapido e consente al suo pilota di guadagnare la posizione.
Le RedBull nel frattempo allungano lo stint, così come Schumacher e Buemi, pur girando nettamente più lente dei piloti con le gomme fresche.

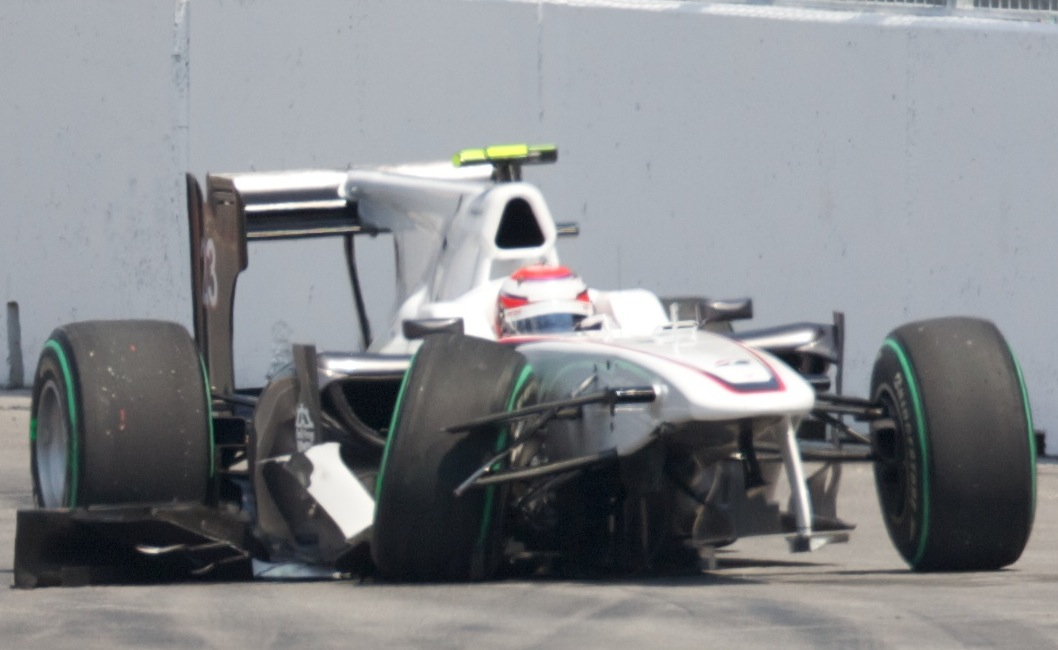
Kamui Kobayashi termina la sua gara contro il muro dei campioni.

Ai giri 13 e 14 è la volta del pit per le due Red Bull, con Vettel che monta le soft, unico tra i big; va in testa così Sébastien Buemi della Scuderia Toro Rosso, per la prima volta in carriera. Intanto, Michael Schumacher ha effettuato il pit al giro 12 e,rientrando, ingaggia un bel duello con Robert Kubica, riuscendo a mantenere la settima posizione. L'escursione sul prato costringe il tedesco a cambiare nuovamente gli pneumatici.
Buemi resiste all'attacco di Alonso al tornante dell'Epingle, Hamilton ne approfitta per scavalcare Alonso poco prima che Buemi vada anche lui a cambiare le gomme. Al giro 15 Hamilton torna quindi leader davanti ad Alonso. Dietro ai due c'è Button, seguito da Vettel, poi Webber, Kubica, Sutil, Buemi, Nico Rosberg e Nicolas Hülkenberg, a chiudere la zona punti.
Al giro 25 Alonso attacca di nuovo Hamilton, che scegliendo rientrare ai box per il secondo stop. Nello stesso giro Sutil attacca Kubica per la sesta posizione. Il tedesco della Force India passa il pilota polacco sul lungo rettifilo prima dell'arrivo, con il portacolori della Renault che in staccata ripassa il tedesco, ma solo per entrare nella corsia dei box a cambiare gli pneumatici. La manovra provoca una foratura a Sutil.
Dopo il pit di Alonso, Button e Vettel, al trentesimo giro è Webber primo davanti a Hamilton e lo stesso spagnolo. Seguono Button, Vettel, Buemi, Kubica, Rosberg, Schumacher e Alguersuari. Hülkenberg viene intanto penalizzato con un drive-through per un avere superato il limite di velocità nei box. L'australiano, dovendo per regolamento montare le soft, allunga ma dopo il quarantesimo giro inizia a perdere terreno causa l'usura degli pneumatici; al cinquantesimo giro viene passato da Hamilton e pressato da Alonso, prima di decidere di montare gomme morbide, rientrando quinto.
Anche Alonso sembra faticare con gli pneumatici; perde terreno da Hamilton e, a causa di un'indecisione nel doppiaggio di Karun Chandhok, viene passato anche da Button al giro 56. Vettel viene rallentato da un problema tecnico nella seconda parte di gara ma mantiene agevolmente il quarto posto, con i primi quattro che restano racchiusi in meno di dieci secondi fino a quando, a cinque giri alla fine, il tedesco viene invitato dal suo muretto a ridurre sensibilmente il ritmo.
Negli ultimi giri è protagonista Michael Schumacher. Prima viene passato da Sébastien Buemi, perdendo l'ottavo posto; poi si difende da Massa al giro 63, con il brasiliano che è costretto a sostituire il musetto danneggiato; infine nell'ultimo giro è passato dalle due Force India, uscendo dalla zona punti.
Vince ancora Hamilton, davanti al compagno di scuderia Button e ad Alonso; i due della Red Bull, Vettel e Webber, chiudono quarto e quinto, rispettivamente. Robert Kubica è costretto a un terzo pit stop e cede il sesto posto a Rosberg ma si consola conquistando il primo giro più veloce della carriera. Per la prima volta dal Gran Premio degli Stati Uniti 1991 sul podio vanno tre campioni del mondo.

### Risultati
I risultati del gran premio sono i seguenti:
| Pos | Nº | Pilota             | Costruttore          | Giri | Tempo/Ritiro | Griglia | Punti |
| --- | -- | ------------------ | -------------------- | ---- | ------------ | ------- | ----- |
| 1   | 2  | Lewis Hamilton     | McLaren-Mercedes     | 70   | 1h33'53"456  | 1       | 25    |
| 2   | 1  | Jenson Button      | McLaren-Mercedes     | 70   | +2"254       | 4       | 18    |
| 3   | 8  | Fernando Alonso    | Ferrari              | 70   | +9"214       | 3       | 15    |
| 4   | 5  | Sebastian Vettel   | RBR-Renault          | 70   | +37"817      | 2       | 12    |
| 5   | 6  | Mark Webber        | RBR-Renault          | 70   | +39"291      | 7       | 10    |
| 6   | 4  | Nico Rosberg       | Mercedes GP          | 70   | +56"084      | 10      | 8     |
| 7   | 11 | Robert Kubica      | Renault              | 70   | +57"300      | 8       | 6     |
| 8   | 16 | Sébastien Buemi    | STR-Ferrari          | 69   | +1 giro      | 15      | 4     |
| 9   | 15 | Vitantonio Liuzzi  | Force India-Mercedes | 69   | +1 giro      | 5       | 2     |
| 10  | 14 | Adrian Sutil       | Force India-Mercedes | 69   | +1 giro      | 9       | 1     |
| 11  | 3  | Michael Schumacher | Mercedes GP          | 69   | +1 giro      | 13      |       |
| 12  | 17 | Jaime Alguersuari  | STR-Ferrari          | 69   | +1 giro      | 16      |       |
| 13  | 10 | Nicolas Hülkenberg | Williams-Cosworth    | 69   | +1 giro      | 12      |       |
| 14  | 9  | Rubens Barrichello | Williams-Cosworth    | 69   | +1 giro      | 11      |       |
| 15  | 7  | Felipe Massa       | Ferrari              | 69   | +1 giro      | 6       |       |
| 16  | 19 | Heikki Kovalainen  | Lotus-Cosworth       | 68   | +2 giri      | 19      |       |
| 17  | 12 | Vitalij Petrov     | Renault              | 68   | +2 giri      | 14      |       |
| 18  | 20 | Karun Chandhok     | HRT-Cosworth         | 66   | +4 giri      | 24      |       |
| 19  | 25 | Lucas Di Grassi    | Virgin-Cosworth      | 65   | +5 giri      | 23      |       |
| Rit | 24 | Timo Glock         | Virgin-Cosworth      | 50   | Sterzo       | 21      |       |
| Rit | 18 | Jarno Trulli       | Lotus-Cosworth       | 42   | Freni        | 20      |       |
| Rit | 22 | Pedro de la Rosa   | BMW Sauber-Ferrari   | 30   | Motore       | 17      |       |
| Rit | 21 | Bruno Senna        | HRT-Cosworth         | 13   | Cambio       | 22      |       |
| Rit | 23 | Kamui Kobayashi    | BMW Sauber-Ferrari   | 1    | Incidente    | 18      |       |

## Classifiche Mondiali

### Piloti
| Pos | Pilota             | Punti |
| --- | ------------------ | ----- |
| 1   | Lewis Hamilton     | 109   |
| 2   | Jenson Button      | 106   |
| 3   | Mark Webber        | 103   |
| 4   | Fernando Alonso    | 94    |
| 5   | Sebastian Vettel   | 90    |
| 6   | Nico Rosberg       | 74    |
| 7   | Robert Kubica      | 73    |
| 8   | Felipe Massa       | 67    |
| 9   | Michael Schumacher | 34    |
| 10  | Adrian Sutil       | 23    |
| 11  | Vitantonio Liuzzi  | 12    |
| 12  | Rubens Barrichello | 7     |
| 13  | Vitalij Petrov     | 6     |
| 14  | Sébastien Buemi    | 5     |
| 15  | Jaime Alguersuari  | 3     |
| 16  | Kamui Kobayashi    | 1     |
| 17  | Nicolas Hülkenberg | 1     |

### Costruttori
| Pos | Team                 | Punti |
| --- | -------------------- | ----- |
| 1   | McLaren-Mercedes     | 215   |
| 2   | RBR-Renault          | 193   |
| 3   | Ferrari              | 161   |
| 4   | Mercedes GP          | 108   |
| 5   | Renault              | 79    |
| 6   | Force India-Mercedes | 35    |
| 7   | STR-Ferrari          | 8     |
| 8   | Williams-Cosworth    | 8     |
| 9   | BMW Sauber-Ferrari   | 1     |

## Decisioni della FIA
Al termine della gara Felipe Massa viene penalizzato di venti secondi sul tempo finale per non avere rispettato il limite di velocità nella corsia box. La sua posizione d'arrivo non cambia.
Robert Kubica ha ricevuto un'ammonizione per la manovra compiuta ai danni di Adrian Sutil, mentre Jaime Alguersuari è stato richiamato per l'incidente con Rubens Barrichello. Nessun provvedimento è stato invece preso per il contatto tra Michael Schumacher e Felipe Massa.